# John Lombe
Pour les articles homonymes, voir Lombe.
John Lombe est un filateur de soie anglais du XVIIIe siècle.

## Biographie
John Lombe est né à Norwich autour de 1693, d'un père tisserand. Il est le demi-frère de Thomas Lombe qui, bien qu'étant son aîné, lui survécut et amassa une fortune dans le commerce de la soie à Norwich et à Londres.
Au début du XVIIIe siècle, le centre de la production d'étoffes de soie sur métier à tricoter s'était déplacé de Londres aux Midlands et la demande de fil de soie outrepassait l'offre.
Thomas Lombe avait obtenu un emploi dans un moulin à soie construit à Derby par l'inventeur et ingénieur George Sorocold pour le « fileur » de soie Thomas Cotchett, de Derby. Le moulin était installé sur la Derwent. C'est peut-être le premier exemple de travailleurs rassemblés sous un même toit autour de machines mues par une autre source d'énergie que la traction animale ou humaine.
Les Italiens pratiquaient le filage mécanique depuis le début du XVIIe siècle, comme l'atteste une description publiée par Vittorio Zonca. Léonard de Vinci a dessiné un modèle similaire, mais celui de Zonca est plus complet ; on ignore s'ils eurent des contacts. John fut envoyé par son frère pour observer les machines italiennes qui produisaient l'organsin, un fil de chaîne de soie grège essentiel pour le tissage des soieries fines. L'histoire raconte qu'il se fit embaucher dans l'un des ateliers italiens où étaient utilisées les mystérieuses machines à soie. Il y revint de nuit et les dessina soigneusement à la lumière de la bougie. Il rapporta ensuite les dessins avec lui en Angleterre, en 1716.
En 1718, Thomas Lombe fut en mesure d'obtenir un brevet dont l'objet était ainsi énoncé :

« trois sortes d'engins jusqu'alors jamais faits ou utilisés en notre royaume de Grande-Bretagne, l'un pour enrouler la soie grège la plus fine, l'autre pour filer et un autre pour tordre la soie grège italienne la plus fine et en faire un organsin d'une grande perfection, ce qui n'a jamais été fait jusqu'alors en notre royaume, moyens par lesquels plusieurs milliers de familles de nos sujets peuvent être constamment employées en Grande-Bretagne, les manufactures de nos sujets fournies en soies de toutes sortes et de grandes quantités exportées vers les pays étrangers, étant faites aussi bonnes et bon marché qu'aucune soie étrangère peut l'être. »

Ce brevet était accordé pour quatorze ans. Thomas engagea Sorocold pour construire un nouveau moulin, plus grand, sur le site de l'ancien. En 1722, John mourut brusquement. On soupçonna un empoisonnement par une femme « douteuse », présumée italienne, apparue peu de temps avant sa mort. Selon la légende, c'est le roi de Sardaigne lui-même qui, ayant entendu parler du succès de leur entreprise, aurait dépêché une tueuse jusqu'en Angleterre pour assassiner les deux frères.
Un portrait de John Lombe en bas-relief est visible sur le pont d'Exeter à Derby.

## Thomas Lombe et le moulin à soie de Lombe

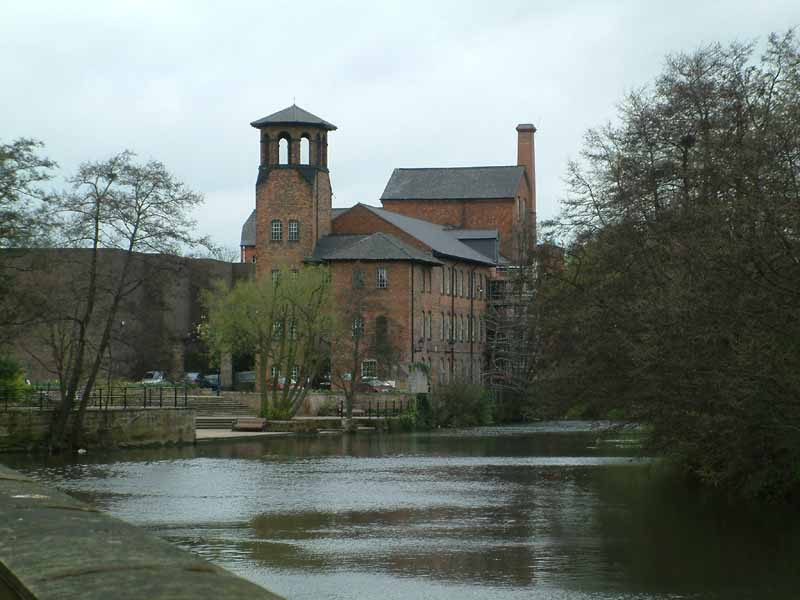
Le moulin à soie de Lombe, aujourd'hui musée des industries de Derby.

Le moulin à soie de Lombe (Lombe's Silk Mill) fut achevé l'année de la mort de John, en 1722. Il représente vraisemblablement la première unité de production continue mécanisée dans le monde ; il constitua un prototype pour la filature de coton de Richard Arkwright à Cromford et les usines de la vallée de la Derwent, qui marquent le début du factory system.
Thomas Lombe fut fait chevalier en 1727.  En 1732 le brevet expira et sa demande d'extension fut rejetée. Cependant, en reconnaissance de l'œuvre accomplie, il reçut une somme de 14 000 livres sterling pour préparer une maquette de sa machine, qui fut exposée à la tour de Londres pour l'édification des aspirants manufacturiers. Il mourut en 1739. Le bâtiment fut vendu à Samuel Lloyd et William Wilson. On continua d'y filer la soie jusqu'en 1890 où il s'effondra en partie.
Le moulin passa ensuite entre plusieurs mains et fut reconstruit plusieurs fois, mais la structure modifiée existe toujours et a été restaurée pour abriter le musée des industries de Derby.